# Carl Barât
Carl Ashley Raphael Barât (Basingstoke, 6 giugno 1978) è un cantante e chitarrista britannico, frontman dei Dirty Pretty Things.
Con Pete Doherty è  il leader del gruppo indie rock The Libertines.

## Biografia

### Esordi
Carl Barât nasce a Basingstoke e cresce nel vicino paese Whitchurch. Divide la sua infanzia tra il padre, che lavorava in una fabbrica di munizioni, e sua madre, che faceva parte della controcultura delle comuni, come CND (Campagna per il Disarmo Nucleare) e i gruppi pacifisti. Barât passa parte della sua gioventù vivendo con la madre in una comune nel Somerset. Dopo la separazione dei suoi genitori, suo padre Raf inizia una nuova relazione e poi sposa Carole, l'attuale matrigna di Carl.
Carl ha una sorella, Lucie, con un passato da attrice (il suo ruolo più importante è stato quello di ancella di Elena nel film Troy del 2004) e ora cantante della band The Fay Wrays. Nel 1996 Barât inizia a studiare teatro alla Brunel University di Uxbridge. Viene presto deluso dai suoi compagni di corso, ma conosce una ragazza di nome Amy, sorella di Pete Doherty. Grazie ad Amy, Barât incontra Doherty e insieme stabiliscono una intensa e straordinaria amicizia; i due si costruiscono una visione mitica dell'antica Inghilterra chiamata "Albione", abitata in uguale misura da gentiluomini ispirati da Dickens e da astuti ragazzi cockney. Subito dopo formano i Libertines insieme al bassista John Hassall e al batterista Gary Powell; Barât e Doherty condividono i compiti di cantare, suonare la chitarra e comporre le canzoni.

### The Libertines
Il primo album dei Libertines, Up the Bracket, è stato pubblicato nel 2002 e acclamato dalla critica. Il gruppo diventa presto famoso grazie alle loro imprevedibili esibizioni sul palco, caratterizzate dai due cantanti che si spartiscono lo stesso microfono e dalle loro liti. Il successo è affiancato dal rapporto tra Carl Barât e Pete Doherty che con il tempo si è trasformato in offensivo e ha smesso di funzionare perfettamente, con Barât e Doherty che sono diventati allo stesso tempo possessivi e competitivi nei confronti dell'altro.
Nel 2003 numerosi problemi derivati dalla dipendenza di Doherty dall'eroina e dal crack portano Barât a chiedere all'amico di lasciare la band. Doherty si introduce nell'appartamento di Barât, ruba numerosi oggetti tra cui una chitarra d'antiquariato e un NME Award e viene condannato a sei mesi di prigione. La sentenza viene poi ridotta a due mesi, durante i quali Barât e Doherty si riconciliano.
Successivamente Barât accoglie nuovamente Doherty nei Libertines il giorno della sua scarcerazione e insieme celebrano l'evento con un concerto improvvisato presso il "Tap 'n' Tin" club, di Chatham, chiamandolo "il concerto della libertà". Quella notte dell'8 ottobre 2003 viene scattata la storica fotografia che apparirà sulla copertina dell'omonimo secondo album dei Libertines e sul libro del fotografo Roger Sargent che con Anthony Thornton ha scritto il libro "The Libertines Bound Together".
Nonostante tutto la dipendenza di Doherty dalle droghe continua anche mentre il gruppo lavora alla registrazione del loro secondo album nel 2004. Questo lacera il rapporto professionale e di amicizia tra Barât e Doherty; durante le registrazioni nello studio era necessaria la presenza di guardie del corpo per evitare che i due si picchiassero.
Nel 2004 prima dell'uscita del secondo album, intitolato semplicemente The Libertines, l'amicizia tra Barât e Doherty raggiunge un punto di rottura con il conseguente allontanamento del secondo dal gruppo. Doherty non prende bene l'espulsione, specialmente perché il tour dei Libertines continua senza di lui per rispettare gli obblighi contrattuali. Quella che sembrava una breve assenza si è poi trasformata in una situazione permanente con Pete Doherty che forma un nuovo gruppo chiamato Babyshambles, da lui definiti i "nuovi Libertines".

### Dopo i The Libertines
Barât scioglie i Libertines nel dicembre 2004 spiegando questo con la sua mancanza di volontà nel continuare senza l'ex-amico Doherty e con alcuni suoi problemi di salute.
Nel 2005 Barât si sottopone ad un intervento chirurgico per rimuovere un tumore dietro un orecchio e trascorre diverse settimane di convalescenza per riprendersi dall'operazione. Nel febbraio 2005 i Libertines vincono il premio di NME come miglior gruppo inglese e, durante il discorso di accettazione, Barât ringrazia Doherty; dopo pochi giorni viene ufficialmente annunciato che Barât ha firmato un contratto da solista con la Vertigo Records.
Il primo lavoro di Barât come solista è stato prestare la voce per il singolo delle Client Pornography. Nel giugno del 2004 Barât allestisce con la fidanzata dj Annalisa Astarita il club di Londra Dirty Pretty Things (poi chiamato Bright Young Things per evitare malintesi con il suo nuovo gruppo) dove si esibisce regolarmente come dj. Nel luglio 2005 pubblica un album della serie "Under the Influence" nella quale i musicisti scelgono le canzoni che maggiormente li hanno influenzati come artisti. La scaletta è la seguente:
1. The Mamas & the Papas – Dream a Little Dream
2. David Bowie – Oh! You Pretty Things
3. Bob Dylan – Hurricane
4. The Small Faces – The Universal
5. The La's – Son of A Gun
6. Supergrass – Sitting Up Straight
7. New York Dolls – Personality Crisis
8. The Clash – Remote Control
9. The Jam – Eton Rifles
10. The Stranglers – No More Heroes
11. The Specials – Too Much Too Young
12. The Smiths – Bigmouth Strikes Again
13. The Moldy Peaches – Who's Got The Crack
14. Pulp – Sorted For Ès And Wizz
15. The Streets – Fit But You Know It

### Dirty Pretty Things
Il 15 settembre 2005 è stato annunciato che Barât stava formando una nuova band con l'ex batterista dei Libertines Gary Powell, il chitarrista Anthony Rossomando che aveva sostituito Doherty quando quest'ultimo era stato allontanato dal gruppo, e Didz Hammond, bassista dei The Cooper Temple Clause. Successivamente viene annunciato che il nome del gruppo è Dirty Pretty Things.
I primi concerti si tengono in Italia e in Francia nell'ottobre 2005 e nel mese successivo i Dirty Pretty Things registrano l'album di debutto a Los Angeles. L'album è prodotto da Dave Sardy, che ha già lavorato con Supergrass, the Dandy Warhols, Jet, Marilyn Manson, Rolling Stones e Oasis. L'album, intitolato Waterloo to Anywhere è stato pubblicato l'8 maggio 2006.
Il loro primo demo Bang Bang You're Dead ha un suono simile ai primi Libertines con influenze punk e reggae; in questa canzone Carl canta "What did you expect?" (che cosa vi aspettavate?), probabilmente in risposta ai critici che gli chiedevano se sarebbe riuscito ad eguagliare le imprese di Pete con i Babyshambles.
Dopo un primo album che li lancia nel panorama Brit-Pop moderno i Dirty Pretty Things hanno però un calo che emerge dal loro secondo album, Romance at the short Notice.
Respinto dalla critica e dai fan, l'ultimo lavoro del gruppo non riesce a risalire le classifiche inglesi, al punto tale che Barat annuncia lo scioglimento della band.
Il chitarrista ha dichiarato di volersi dedicare a nuove attività e sperimentare nuovi generi musicali, ma ha tassativamente negato una riunione dei Libertines.

### Carriera da solista
Nel 2010 esce il primo e omonimo album da solista di Carl che viene anticipato dal singolo Run with the Boys, di cui viene girato anche il video clip.
Il tour promozionale dell'album vedrà Carl esibirsi in due date italiane, il 10 novembre al Tunnel di Milano e l'11 al Covo di Bologna.
Alla lavorazione dell'album hanno partecipato anche Andrew Wyatt dei Miike Snow e Neil Hannon dei Divine Comedy, nonché la sua attuale ragazza, cantante delle Langley Sisters.
L'album ha ricevuto recensioni positive sia dal pubblico che dalla critica.